# Nagniatanie
Nagniatanie – rodzaj obróbki plastycznej. Polega na naciskaniu na powierzchnię obrabianego przedmiotu narzędziem niemającym ostrza (gładkim). Nagniatanie zmniejsza chropowatość powierzchni oraz umacnia i utwardza warstwę powierzchniową przedmiotu.
Do odmian nagniatania należą: przepychanie nagniatające, krążkowanie, kulkowanie i wałeczkowanie.